# بیشن سینق بدی
بیشن سینق بدی (انگلیسی: Bishan Singh Bedi؛ زادهٔ ۲۵ سپتامبر ۱۹۴۶ – درگذشتهٔ ۲۳ اکتبر ۲۰۲۳) بازیکن کریکت اهل هند بود.
او از سال ۱۹۶۱ تا سال ۱۹۶۷ در تیم پنجاب شمالی و از سال ۱۹۶۸ تا ۱۹۸۱ در تیم در تیم دهلی بازی می‌کرد. همچنین در حیطه مربی‌گری نیز ورود کرد و در این زمینه نظرات بدیع و قدرتمندی را ارائه نمود.